# Архиепархия Сантьяго-де-Компостелы
Архиепархия Сантьяго-де-Компостелы (лат. Archidioecesis Compostellana, исп. Archidiócesis de Santiago de Compostela) архиепархия-митрополия Римско-католической церкви в Испании. В настоящее время епархией управляет архиепископ-митрополит Хулиан Баррио-Баррио. Викарный епископ – Виктор Мароньо-Пена.
Клир епархии включает 807 священников (609 епархиальных и 198 монашествующих священников), 7 диаконов, 264 монахов, 1 082 монахини.
Адрес епархии: Plaza de la Inmaculada 1, 15704 Santiago de Compostela, España.

## Паломничество
Сантьяго-де-Компостела является одним из главных центров паломничества Римско-Католической Церкви. И сегодня паломники со всего мира прибывают в город к собору, освященному в честь Святого Иакова. Величественная базилика является конечным пунктом назначения для того, кто отважится пройти древним паломническим путём «Камино де Сантьяго-де-Компостела». 23 октября 1987 года Совет Европы признал культурную ценность паломнических маршрутов, которые пересекают Европу, ведя в Сантьяго-де-Компостела, и объявил эти пути «европейским культурным маршрутом».
В архиепархии, в «Офисе паломника», тем, кто прошел по паломническому пути от 100 км выдаются «Compostele» – документы, подтверждающие данный факт.

## Территория
В юрисдикцию епархии входят 1 070 приходов в провинциях Ла-Корунья и Потеведра, в автономном сообществе Галисия в Испании.
Все приходы образуют 3 деканата, разделенных на 48 архипресвитерств:
- Деканат Сантьяго-де-Компостела включает архипресвитерства Хиро де ла Сьюдад, Бама, Барбейрос, Баркала, Бенвехо, Беррео де Абайхо, Беррео де Арриба, Сетихос, Дубра, Дуйо, Эетис, Феррейрос, Хиро да Рока, Ирия Флавия, Амайя, Неманкос, Пилоньо, Постмаркос де Абайхо, Постмаркос де Арриба, Рибадулья, Собрадо, Сонейра, Табейрос, Вея, Понте Белусо;
- Деканат Ла-Корунья включает архипресвитерства Абехондо, Альведро, Берхантиньос, Бесоукос, Сервейро, Суатро Каминос, Фаро, Монелос, Риасор, Ларака, Прусос, Сеайя, Ханросо;
- Деканат Понтеведра включает архипресвитерства Ароуса, Котобаде, О Ле́рес, Монтес, Моранья–Кальдас, Моранья–Кунтис, Моррацо, Рибадумия, O Сальне́с, Ас Понтес.

Кафедра архиепископа-митрополита находится в городе Сантьяго-де-Компостела в Базилике Святого Иакова.
В состав митрополии (церковной провинции) Сантьяго-де-Компостела входят:
- Архиепархия Сантьяго-де-Колмпостелы;
  - Епархия Луго;
  - Епархия Мондоньедо-Ферроля;
  - Епархия Оренсе;
  - Епархия Туй-Виго.

## История
Кафедра Ирии Флавии была основана в VI веке. Впервые епархия упоминается в документах Собора в Браге в 561 году. Первоначально она входила в состав митрополии Браги.
В 829 году епископ Теодемир обнаружил гробницу апостола Святого Иакова, которая вскоре стала одним из главных мест паломничества средневековой Европы.
Через паломников получила распространение молитвы Salve Regina, составленная епископом Святым Петром Месонсо около 1000 года.
С середины IX века архиереев стали называть епископами Ирия Флавии и Апостольского Престола, а также по месту их обычного пребывания, епископами locus Sancti Iacobi, которое позже преобразовалось в Сантьяго-де-Компостела.
5 декабря 1095 года Папа Урбан II буллой Veterum sinodalia перенес кафедру Ирия Флавии в Сантьяго-де-Компостела. В то же время епархия была поставлена в прямое подчинение Святому Престолу.
27 февраля 1120 года Папа Каллист II буллой Omnipotentis dispositione епархия была возведена в ранг архиепархии-митрополии.
5 марта 1525 года буллой Папы Климента VII был основан университет Сантьяго-де-Компостела, возникший из школы при соборе, в которой на протяжении всего средневековья обучались и преподавали знаменитые учителя эпохи. До XIX века в университете преподавался курс теологии, на котором учились священники из епархиальной семинарии, получившей отдельное здание только в 1829 году. Во второй половине XIX века семинария, не без сложностей, получила право присуждать ученые степени. В 1932 году она была понижена до ранга простой епархиальной семинарии. Наконец, в 1981 году семинария получила статус Богословского института, связанного с Университетом Саламанки, и имеющего право на присвоение степени бакалавра богословия.

## Ординарии епархии

### Кафедра Ирия-Флавии
- Андрей (561 — 572);
- Доминик (упоминается в 589);
- Самуил (упоминается в 633);
- Готомар (638 — 646);
- Винцибилий (упоминается в 653);
- Ильдульф-Феликс (675 — 688);
- Сельва (в правление короля Витицы);
- Теодесинд (упоминается в 709);
- Эмила (в правление короля Пелайо);
- Роман (в правление короля Фруэлы I);
- Августин (в правление короля Фруэлы I);
- Гонорат (в правление короля Фруэлы I);
- Винцелий (в правление короля Аурелио);
- Кресконий I (в правление короля Сило);
- Ваула (в правление короля Маурегато);
- Квендульф I (в правление короля Бермудо I);
- Квендульф II;
- Теодомир[исп.] (829 — 22.10.847);
- Атаульф I  (847 — 851);
- Атаульф II  (855 — 877);
- Сиснанд I (879 — 919);
- Гундесинд Алойтес (упоминается в 923);
- Хермегильд (924 — 19.03.951);
- Сиснанд II Менендес (952 — 970);
- святой Росендо (970 — 01.03.977) — апостольский администратор;
- Пелайо Родригес (977 — 985);
- святой Пётр де Месонсо[исп.] (986 — 1000);
- Пелайо Диас (упоминается в 1007);
- Вимара Диас (упоминается в 1011);
- Виструарий (1014 — 1036);
- Кресконий II (1037 — 1066);
- Гудестей (1067 — 1069);
- Диего Пелаэс (1070 — 1088);
- Педро II (1088 — 1090);
- Диего Пелаэс (1090 — 1094) — вторично;
- Дальмасио (1094 — 1095).

### Кафедра Сантьяго-де-Компостелы
- Диего Хельмирес  (01.07.1100 — 17.04.1139) — апостольский администратор (1096—1100), епископ (1100—1120), архиепископ (1120—1140);
- Беренгуэль (1140—1142);
- Педро Элиас (1143—1149);
- Бернардо I (1151—1152);
- Пелайо Камундо (14.01.1153 — 1156);
- Мартин Мартинес (14.09.1156 — 1167);
- Педро Гундестейс (1168 — 1173 или 1176);
- Педро Суарес де Деса[исп.] (1173 или 1176 — 1206);
- Педро Муньис[исп.] (1207 — 29.01.1224);
- Бернардо II (1231 — 31.07.1237);
- Хуан Арьяс или Жоан Айрас (15.11.1238 — 1266), тёзка трубадура Жоана Айраса;
- Эгас Фафес де Ланосо (18.12.1267 09.03.1268);
- Хуан Фернандес де Темес (1268);
- Гонсало Гомес (26.12.1272 — 28.02.1281);
  - Sede vacante (1281—1286);
- Родриго Гонсалес (25.05.1286 — 1304);
- Родриго дель Падрон (11.05.1307 — 03.11.1316);
- Беренгуэль де Ландора[исп.] (15.07.1317 — 1325) — доминиканец;
  - Sede vacante (1325—1330);
- Хуан Фернандес де Лимия (26.10.1330 — 1338);
- Мартин Фернандес (1339);
- Педро (1343);
- Гонсало де Агилар[исп.] (14.08.1348 — 04.01.1351) — назначен архиепископом Толедо;
- Гомес Манрике[исп.] (08.06.1351 — 02.05.1362) — назначен архиепископом Толедо;
- Суэро Гомес де Толедо[исп.] (02.05.1362 — 29.06.1366);
- Алонсо Санчес де Москосо (13.11.1366 — 1367);
- Родриго де Москосо (16.12.1367 — 1382);
- Хуан Гарсия Манрике[исп.] (1382—1388);
- Гомес (1388);
- Лопе де Мендоса[исп.] (18.01.1399 — 03.02.1445);
- Альваро Нуньес де Исорна[исп.] (07.04.1445 — 09.02.1449);
- Родриго де Луна (07.04.1449 — 1460);
- Алонсо І Фонсека-и-Ульоа[исп.] (03.12.1460 — 1465);
- Алонсо II Фонсека[исп.] (1465—1469) — латинский патриарх Александрии;
- Алонсо I Фонсека-и-Ульоа[исп.] (1469—1507) — вторично;
- Людовико Борха (1507) — апостольский администратор;
- Алонсо III Фонсека-и-Асеведо[исп.] (04.08.1507 — 31.12.1523) — назначен архиепископом Толедо;
- кардинал Хуан Пардо де Тавера[исп.] (08.06.1524 — 27.04.1534) — кардинал, назначен архиепископом Толедо;
- кардинал Педро Гомес Сармьенто де Вильяндрандо[исп.] (08.06.1534 — 13.10.1541) — кардинал;
- кардинал Гаспар Авалос де ла Куэва[исп.] (29.03.1542 — 02.03.1545) — кардинал;
- Педро Мануэль (09.04.1546 — 01.01.1550);
- кардинал Хуан Альварес-и-Альва де Толедо[исп.] (27.06.1550 — 15.09.1557) — доминиканец, кардинал, назначен епископом Альбано;
- Альфонсо де Кастро[исп.] (1558) — францисканец, избранный епископ;
- Гаспар Суньига-и-Авельянеда[исп.] (21.10.1558 — 22.06.1569) — назначен архиепископом Севильи;
- Кристобаль Фернандес Вальтодано (20.02.1570 — 14.11.1572);
- Франсиско Бланко Сальседо[исп.] (04.06.1574 — 26.04.1581);
- Хуан де Ермо-и-Эрмоса (08.01.1582 — 08.01.1584);
- Алонсо Веласкес (09.03.1583 — 14.01.1587);
- Хуан де Санклементе-и-Торкемада (27.07.1587 — 20.04.1602);
- Максимилиан Австрийский[исп.] (21.04.1603 — 01.07.1614);
- Хуан Бельтран Гевара-и-Фигероа (12.01.1615 — 22.05.1622);
- Луис Фернандес де Кордоба Портокарреро[исп.] (26.10.1622 — 11.03.1624) — назначен архиепископом Севильи;
- Агустин Антолинес (01.07.1624 — 19.06.1626) — августинец;
- Хосе Гонсалес Вильялобос (17.05.1627 — 12.08.1630) — доминиканец, назначен архиепископом Бургоса;
- кардинал Агустин Спинола Басадоне (23.10.1630 — 16.01.1645) — назначен архиепископом Севильи;
- Фернандо де Андраде Сотомайор[исп.] (20.03.1645 — 21.01.1655);
- Педро Каррильо-и-Акунья (30.08.1655 — 1664);
  - Sede vacante (1664—1668);
- Амбросио Игнасио Спинола-и-Гусман[исп.] (09.04.1668 — 07.11.1669) — назначен архиепископом Севильи;
- Андрес Хирон (02.06.1670 — 1680);
- Франсиско де Сейхас-и-Лосада (28.04.1681 — 26.10.1684);
- Антонио Монрой[исп.] (04.06.1685 — 07.11.1715) — доминиканец;
- Луис де Сальседо-и-Аскона[исп.] (01.07.1716 — 07.10.1722) — назначен архиепископом Севильи;
- Мигель Эрреро Эсгева (20.01.1723 — 17.07.1727);
- Хосе дель Ермо Сантибаньес (08.03.1728 — 1737);
- Мануэль Исидро Ороско Манрике де Лара (05.05.1738 — 01.02.1745);
- Каетано Хиль Табоада (23.08.1745 — 10.03.1751);
- Бартоломе Рахой Лосада[исп.] (19.07.1751 — 17.07.1772);
- Франсиско Алехандро Боканегра Хиваха (08.03.1773 — 16.04.1782);
- Себастьян Мальвар-и-Пинто[исп.] (15.12.1783 — 25.09.1795) — францисканец;
- Фелипе Антонио Фернандес Вальехо (18.12.1797 — 08.12.1800);
- Рафаэль Мускис Альдунате (20.07.1801 — 12.05.1821);
- Хуан Гарсия Бенито (27.09.1822 — 08.07.1824) — избранный епископ;
- Симон Антонио Рентерия Рейес (12.07.1824 — 04.10.1824);
- Рафаэль де Велес (в миру Мануэль Хосе Ангита-Тельес)[исп.] (20.12.1824 — 03.08.1850) — капуцин;
- кардинал Мигель Гарсия Куэста (05.09.1851 — 14.04.1873) — кардинал;
- кардинал Мигель Пайя-и-Рико (16.01.1874 — 07.06.1886) — назначен архиепископом Толедо;
- Викториано Гисасола-и-Родригес (10.06.1886 — 20.01.1888);
- кардинал Хосе Мария Мартин де Эррера-и-де-ла-Иглесия (14.02.1889 — 08.12.1922) — кардинал;
- Мануэль Лаго-Гонсалес[исп.] (24.07.1923 — 18.03.1925);
- Хулиан де Диего-и-Гарсия Альколеа (08.10.1925 — 16.01.1927);
- Сакариас Мартинес Нуньес[исп.] (02.12.1927 — 06.09.1933) — августинец;
- Томас Муньис Паблос[исп.] (13.08.1935 — 15.03.1948);
- Кармело Бальестер Ньето[исп.] (09.10.1948 — 31.01.1949) — лазарист;
- кардинал Фернандо Кирога-и-Паласиос (04.06.1949 — 07.12.1971);
- Анхель Сукиа Гойкоэчеа (13.04.1973 — 12.04.1983) — назначен архиепископом Мадрида;
- Антонио Мария Роуко Варела (09.05.1984 — 28.07.1994) — назначен архиепископом Мадрида;
- Хулиа́н Баррио-Баррио[исп.] (05.01.1996 — 01.04.2023);
- Франсиско Хосе Прието Фернандес[исп.] (с 1 апреля 2023 года — н. в.).

## Статистика
На конец 2010 года из 1 301 417 человек, проживающих на территории епархии, католиками являлись 1 192 508 человек, что соответствует 91,7% от общего числа населения епархии.
| год  | население | население | население | священники | священники        | священники         | священники                           | постоянные диаконы | монахи  | монахи  | приходы |
| год  | католики  | всего     | %         | всего      | белое духовенство | черное духовенство | число католиков на одного священника | постоянные диаконы | мужчины | женщины | приходы |
| ---- | --------- | --------- | --------- | ---------- | ----------------- | ------------------ | ------------------------------------ | ------------------ | ------- | ------- | ------- |
| 1950 | 1.152.000 | 1.153.000 | 99,9      | 1.135      | 930               | 205                | 1.014                                |                    | 280     | 1.268   | 1.021   |
| 1970 | 1.204.300 | 1.206.952 | 99,8      | 1.297      | 1.065             | 232                | 928                                  |                    | 512     | 1.856   | 1.032   |
| 1980 | 1.273.000 | 1.275.000 | 99,8      | 1.166      | 929               | 237                | 1.091                                |                    | 447     | 1.728   | 1.048   |
| 1990 | 1.248.210 | 1.302.329 | 95,8      | 1.033      | 808               | 225                | 1.208                                | 1                  | 379     | 1.460   | 1.064   |
| 1999 | 1.179.039 | 1.281.564 | 92,0      | 916        | 707               | 209                | 1.287                                | 4                  | 282     | 393     | 1.068   |
| 2000 | 1.146.213 | 1.259.574 | 91,0      | 861        | 660               | 201                | 1.331                                | 4                  | 267     | 387     | 1.068   |
| 2001 | 1.173.963 | 1.290.070 | 91,0      | 860        | 653               | 207                | 1.365                                | 3                  | 277     | 381     | 1.068   |
| 2002 | 1.139.364 | 1.294.732 | 88,0      | 783        | 636               | 147                | 1.455                                | 3                  | 284     | 1.145   | 1.068   |
| 2003 | 1.196.276 | 1.314.591 | 91,0      | 808        | 662               | 146                | 1.480                                | 5                  | 301     | 1.033   | 1.051   |
| 2004 | 1.132.664 | 1.287.118 | 88,0      | 768        | 627               | 141                | 1.474                                | 5                  | 278     | 1.017   | 1.069   |
| 2010 | 1.192.508 | 1.301.147 | 91,7      | 807        | 609               | 198                | 1.477                                | 7                  | 264     | 1.082   | 1.070   |